# Hassan Mudhafar Al-Gheilani
Hassan Yousuf Mudhafar Al-Gheilani (Sur, 26 giugno 1980) è un calciatore omanita, difensore dell'Al-Oruba e della Nazionale omanita.

## Carriera

### Nazionale
Ha esordito in Nazionale nel 2003, con la quale ha preso parte a 3 edizioni della Coppa d'Asia e ha collezionato più di 100 presenze.